# Гимнокалициум Михановича
Гимнокалициум Михановича (лат. Gymnocalycium mihanovichii) — кактус из рода Гимнокалициум, распространён в Аргентине и Парагвае.
Вид назван в честь Николаса Михановича (1844 или 1848—1929), аргентинского судовладельца и мецената хорватского происхождения, который поддерживал экспедиции в Парагвай открывшего этот вид чешского путешественника, ботаника и специалиста по кактусам Альберто Войтеха Фрича.

## Описание

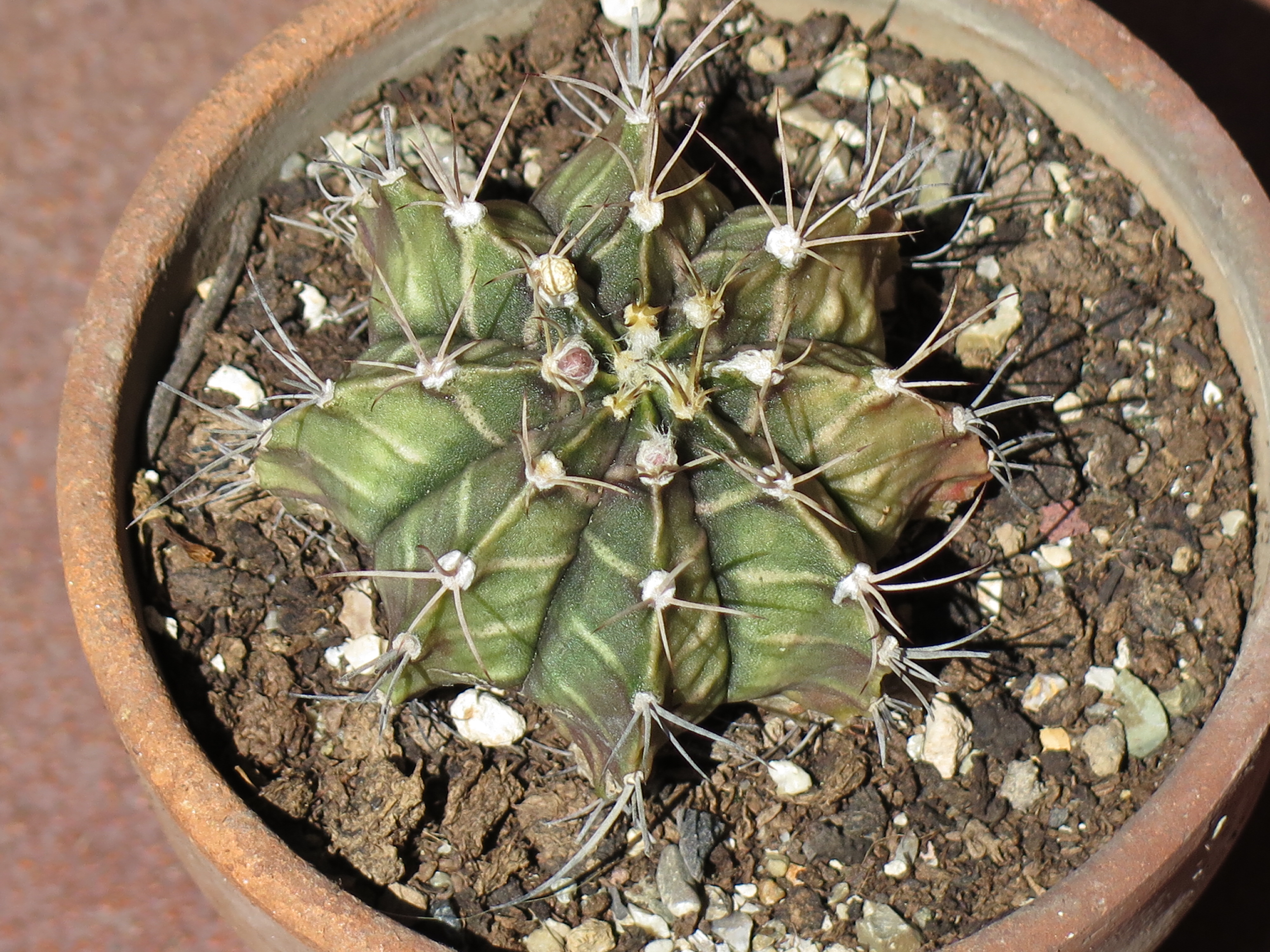
Общий вид растения

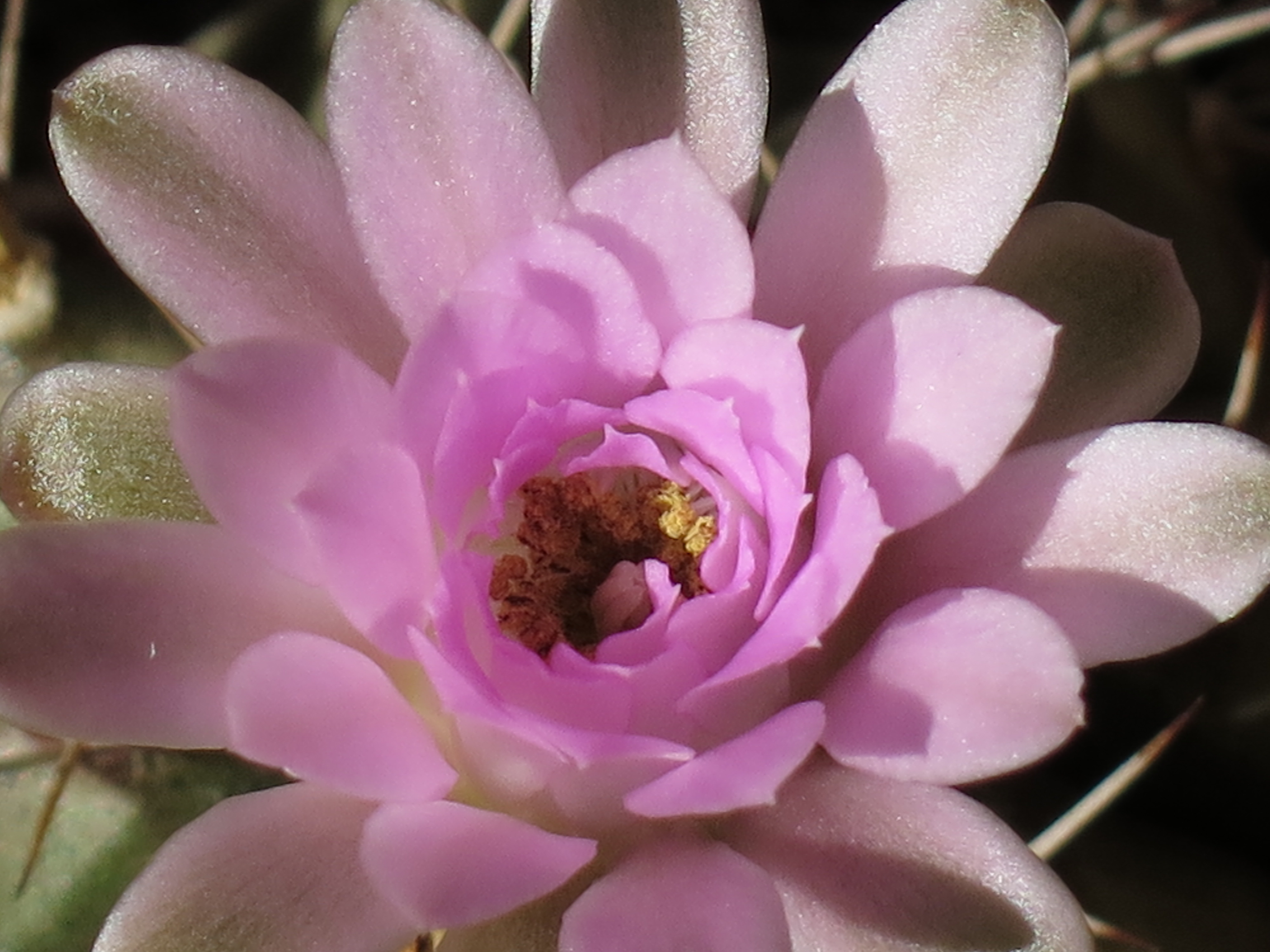
Цветок

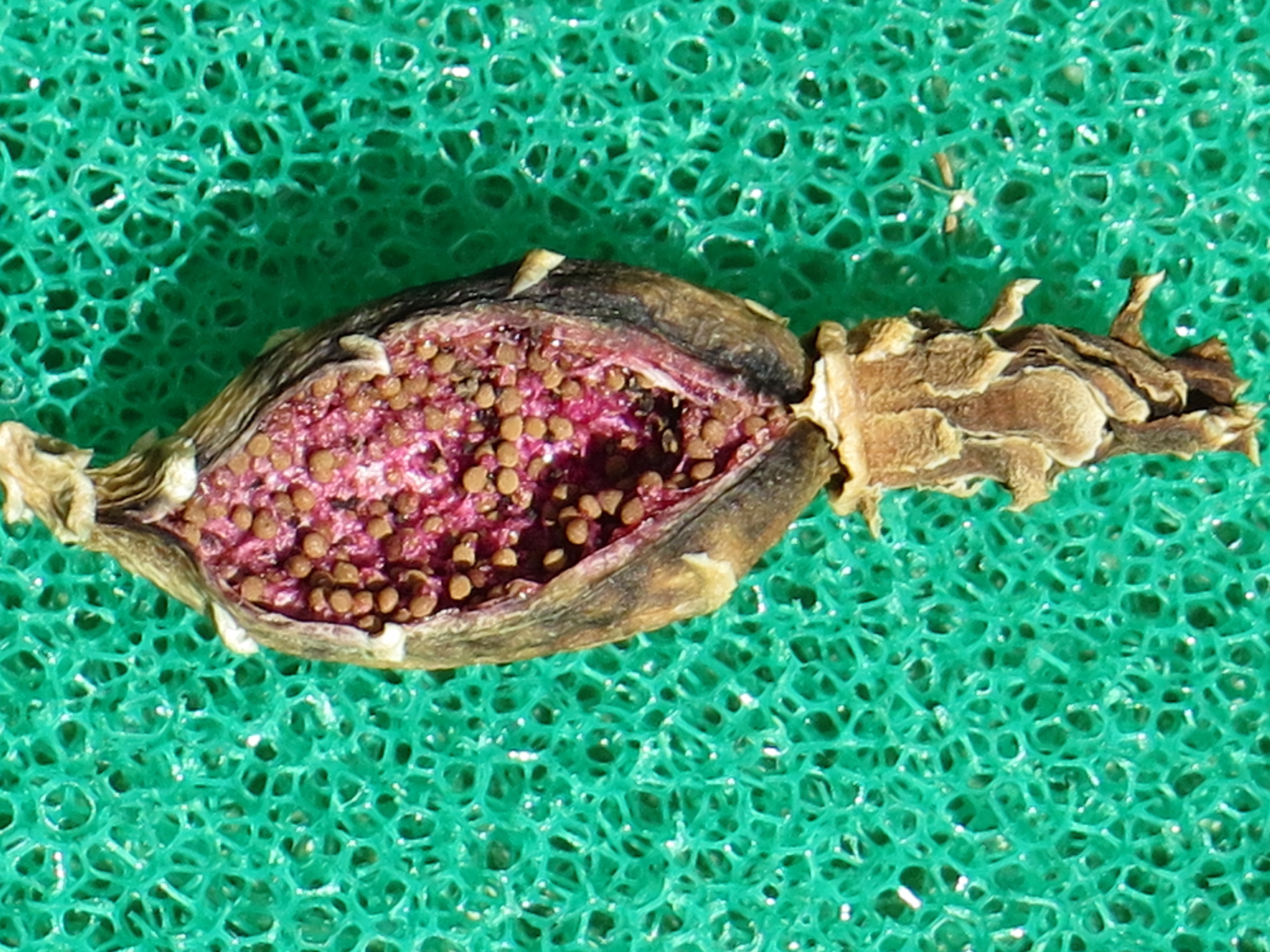
семена

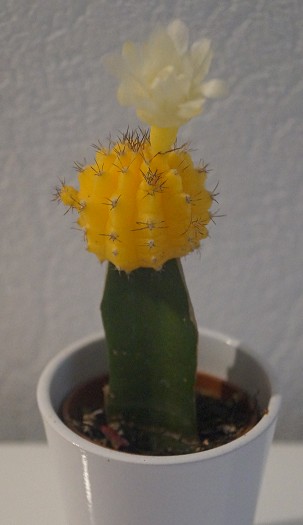
Жёлтый с цветком

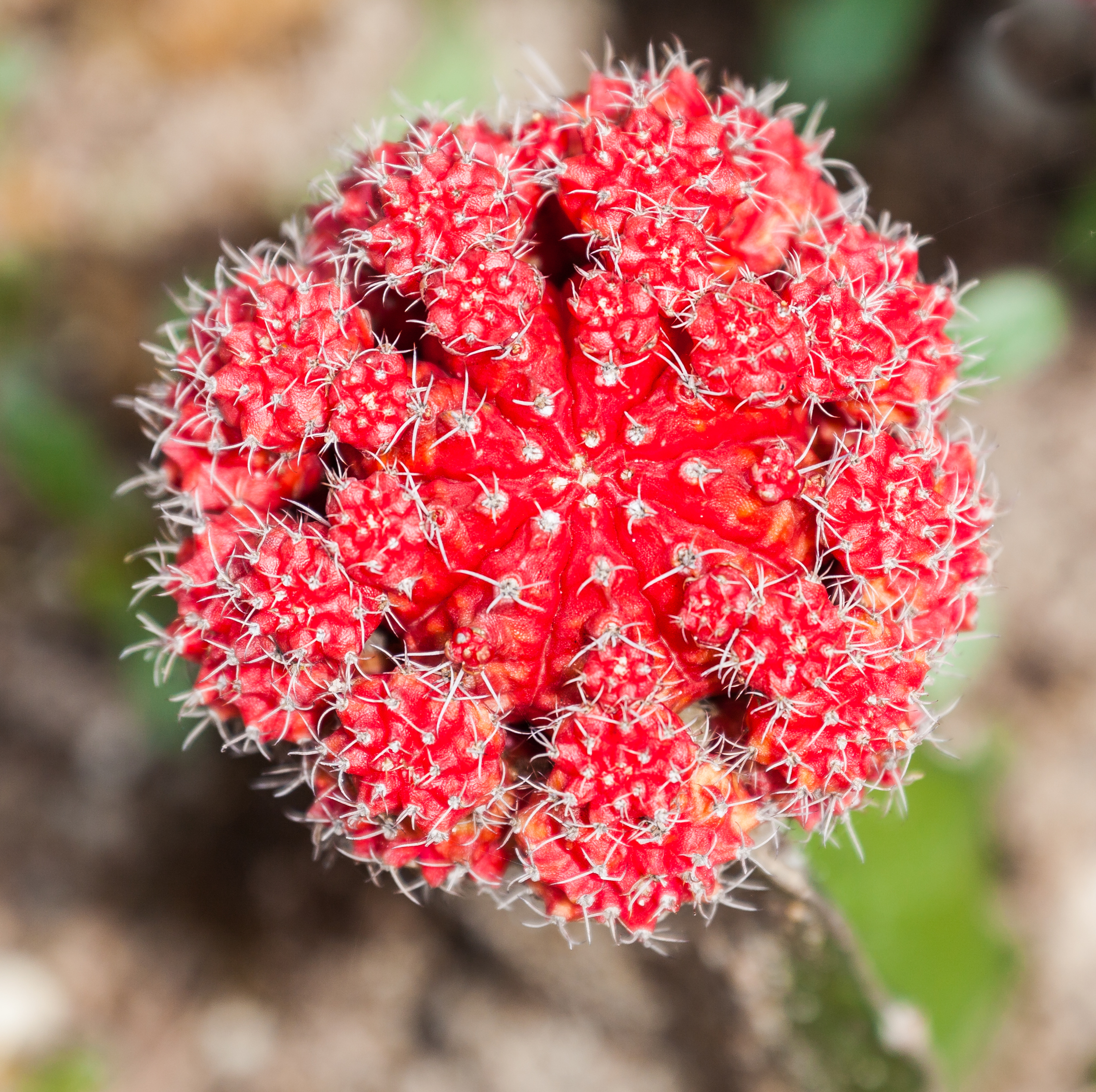
Бесхлорофилльная форма гимнокалициума Михановича

Стебель шаровидный, широкий, часто удлинённый, высотой около 5 см, около 6 см в диаметре, серо-зелёный или красновато-коричневый. Рёбер 8—10, они узкие, треугольные в сечении, с волнистой заострённой кромкой, имеют утолщения. Радиальных шипов 5, они до 1 см длиной, сероватые, изогнутые (кончики направлены к стеблю).
Цветки воронковидные, цветовые оттенки от белого до жёлтого через розовый, в зависимости от разновидностей и места произрастания. Некоторые экземпляры образуют крупный цветок диаметром 7—8 см. Есть разновидности с цветками белой, розовой, жёлтой и даже зелёной окраски. Форма цветка так же варьирует от трубчатого полураскрытого до раскрывающегося полностью, в зависимости от разновидности. Плод как правило красного цвета, в меру мясистый, безвкусный. Образуются перекрёстным опылением, вызревает порядка 1,5-2х недель, в зависимости от температуры. Семена как правило коричневого цвета.

## Распространение
Гимнокалициум Михановича распространён в Парагвае (Байя-Негра) и на северо-востоке Аргентины. Растёт в долинах рек.

## История открытия
Вид был открыт в 1903 году Альберто Войтехом Фричем. Впервые описан как Echinocactus mihanovichii в 1905 году Робертом Льюисом Гюрке. В 1922 году Натаниэль Лорд Бриттон и Джозеф Нельсон Роуз отнесли этот вид к роду Гимнокалициум.

## Разведение в комнатной культуре
Данный вид имеет несколько разновидностей, которые отличаются, как правило, окраской цветка, но некоторые из них и формой самого растения. Например разновидность G.mihanovichii var.friedrichiae отличается раскрывающимся полностью цветком, а G.mihanovichii var. labeliensis стебель более приплюснутой формы, рёбра более округлые, а в свою очередь шипы гораздо миниатюрнее, G.mihanovichii var. oliveti с зелёно-оливковыми цветами. 
Очень популярен в цветоводстве. В 1940 году в Японии на сеянцах разновидности этого вида были замечены необычные мутации. В результате отбора были получены бесхлорофилльные красноокрашенные кактусы. Чаще всего встречаются бесхлорофилльные формы у «разновидности Фридриха» (Gymnocalycium mihanovichii var. friedrichiae). Так как эти кактусы лишены хлорофилла, они могут расти только привитыми на другом кактусе, подвое, который обеспечивает привой достаточным количеством питательных веществ для роста и развития. Один из удачных привоев, наряду с остальными, является например миртиллокактус (Myrtillocactus). В настоящее время получены другие бесхлорофилльные формы этого кактуса — жёлтая, розовая, бордовая, оранжевая, чёрная.

## Гимнокалициум на почтовых марках
В октябре 1971 года Венгрия выпустила серию марок, посвящённую 200-летию Ботанического сада в Будапеште. На одной из марок серии  (Yt #2181) изображён Гимнокалициум Михановича разновидность Фридриха.
Разновидность Фридриха изображена также на марке КНДР  (Sc #2904), изданной в апреле 1990 года в серии, посвящённой кактусам, и на марке, изданной в сентябре 1999 года.